# 高橋萌衣
高橋  萌衣（たかはし めい、2003年6月18日 - ）は、日本のタレント、元子役である。

## 人物
2019年にアメリカ留学を経験し、帰国後は英検一級を取得。
2022年に早稲田大学国際教養学部国際教養学科へ入学。
2023年にカナダへ留学する。
シャキーン!ミュージックでは、May名義も使っていた。

## 出演作品

### テレビドラマ
- TBS「浪花少年探偵団」
- CX スペシャルドラマ「ちびまる子ちゃん」沢井さん役
- CX「名前をなくした女神」
- CX「HUNTER〜その女たち、賞金稼ぎ〜」
- CX「ビューティフルレイン」クラスメイト
- CX「TOKYOエアポート〜東京空港管制保安部〜」
- CX「ガリレオ」
- CX「海の上の診療所」
- CX「東京にオリンピックを呼んだ男」マリーまりこ役
- TX「マルホの女」柏木奈津子幼少

### テレビ番組
- シャキーン!（2015年3月 - 2019年3月　めいちゃん役メインMC、かじりたガール役 、NHK Eテレ）[1][注釈 2]
  - 2022年3月21日 - 3月24日、シャキーン! ザ・ライブにゲスト出演している。
- NTV「ザ!世界仰天ニュース」
- NTV「1億3千万人のエピソードバラエティー コレってアリですか?」
- NTV「ヒルナンデス!」
- TBS「ニンゲン観察バラエティ モニタリング」
- CX「テンドン」
- CX「ほんとにあった怖い話」ほん怖クラブメンバー
- EX「シルシルミシルサンデー」（サン宝石）
- 関西テレビ「ミュージャック」
- 関西テレビ「デコボコーン!」メイちゃん役
- CS「AKB48 ネ申テレビ シーズン7」

### テレビアニメ
- しまじろう ヘソカ「ないしょのやくそく」[2]

### CM
- 鈴与商事「鈴与のソーラー」
- フジテレビ「世界フィギュア」
- バンダイ「ハピネスチャージプリキュア!トリプルダンスハニーバトン」
- 日本マクドナルド
  - 「一番ウマい国はどこだ」
  - ハッピーセット「マック・オン・ステージ」
- 神社検定
- ダノンジャパン「ダノンデンシア」
- JR西日本「関西へ行こう！」列車がはこぶ夏物語篇

### 雑誌
- チャイルド本社「ふしぎ、ふしぎ！かがくあそび図鑑」
- チャイルド本社「びっくり！おもしろ光遊び」
- 小学館「小3教育技術11月号」

### DVD
- 小学館「小1教育技術」
- ベネッセ「こどもちゃれんじじゃんぷ」
- ベネッセ「こどもちゃれんじぽけっと」
- ベネッセ「こどもちゃれんじほっぷ」

### PV
- 「岡村製作所 展示会用」

### WEB
- キッズフォトバンダイスタジオ
- 東京都医師会
- インテル

### スチール
- オリックス不動産
- コールマン
- 東京建物

### ステージ
- ジュニアワード2015

### その他コンテンツ
- ゴールデンボンバー ライブ映像
- Koushibasaki Live Tour 2011 バックダンサー
- スキコソ冬号
- TOPVALU「LIFESTYLE BOOK」
- 2014春シリーズ「フィットパターン・サン」

## 楽曲

### シャキーン!ミュージック
- 「コラおじさん」（めいちゃん名義、ミュージックハミングバードと歌唱）
- 「世界のひみつ」（めいちゃん名義）
- 「コピペデリート」(めいちゃん名義でHer Ghost Friendと歌唱）
- 「D.I.Y～どこでもいけるよ～」(めいちゃん名義でモモエ(松田杏咲)とザ・なつやすみバンドと歌唱）
- 「こころね」（May名義）
- 「TEA PARTY」（May名義）
- 「きみはちから」（めい名義でカジヒデキと歌唱）
- 「ずっとね」（めい名義でモモエ(松田杏咲)と歌唱、2019年、MC卒業年度）
- 「空はどこから」（めい名義でモモエ(松田杏咲)と歌っている）
- 「速度のうた」（めい名義でモモエ(松田杏咲)、ザ・なつやすみバンドと歌っている）
- 「Wonder Wander」（めいちゃん名義でHomecomingsと歌っている）
- 「卒業～ここからはるかへ～」（ハモリパート、めい名義、シャキーン!終了年度に歌唱）
- 「シャキーンの木」（2022年3月、シャキーン!の歴代MCと歌唱）
- 「終わる瞬間」(2022年3月23日、シャキーン!の歴代MCと馬喰町バンドと歌唱)